# Episodi di Workin' Moms (terza stagione)
La terza stagione della serie televisiva Workin' Moms, composta da 13 episodi, è stata trasmessa in prima visione assoluta negli Stati Uniti d'America da CBC Television dal 10 gennaio 2019 al 21 marzo  2019.
In Italia è stata pubblicata da Netflix a partire da agosto 2019.
| n° | Titolo originale    | Prima TV Usa     | Prima TV Italia |
| -- | ------------------- | ---------------- | --------------- |
| 1  | Birth Daze          | 10 gennaio 2019  | 29 agosto 2019  |
| 2  | Of Rights And Men   | 10 gennaio 2019  | 29 agosto 2019  |
| 3  | Daddy's Home        | 17 gennaio 2019  | 29 agosto 2019  |
| 4  | Training Day        | 24 gennaio 2019  | 29 agosto 2019  |
| 5  | Stand for Something | 31 gennaio 2019  | 29 agosto 2019  |
| 6  | Narls In Charge     | 7 febbraio 2019  | 29 agosto 2019  |
| 7  | Revenge Fantasy     | 14 febbraio 2019 | 29 agosto 2019  |
| 8  | Girl's Trip         | 21 febbraio 2019 | 29 agosto 2019  |
| 9  | Guns 'n' Deception  | 28 febbraio 2019 | 29 agosto 2019  |
| 10 | Creamed             | 7 marzo 2019     | 29 agosto 2019  |
| 11 | Business Boyz       | 14 marzo 2019    | 29 agosto 2019  |
| 12 | Two Paths           | 21 marzo 2019    | 29 agosto 2019  |
| 13 | What's It Gonna Be? | 21 marzo 2019    | 29 agosto 2019  |